# Meeting Herculis 2018
Navigation
Édition précédente Édition suivante
Le Meeting Herculis 2018 est la 31e édition du Meeting Herculis qui a lieu les 19 et 20 juillet 2018 au Stade Louis-II de Monaco. Il constitue la dixième étape de la Ligue de diamant 2018. 
Les deux épreuves de lancer du poids se déroulent le 19 juillet à Port-Hercule à Monaco.

## Faits marquants
La Kényane Beatrice Chepkoech établit un nouveau record du monde du 3 000 mètres steeple en parcourant la distance en 8 min 44 s 32,.

## Résultats

### Hommes
| Rang | Athlète         | Temps                | Points |
| ---- | --------------- | -------------------- | ------ |
| 1    | Noah Lyles      | 19 s 65 (WL, MR, PB) | 8      |
| 2    | Ramil Guliyev   | 19 s 99              | 7      |
| 3    | Alex Quiñónez   | 20 s 03              | 6      |
| 4    | Alonso Edward   | 20 s 15              | 5      |
| 5    | Jereem Richards | 20 s 16              | 4      |
| 6    | Aaron Brown     | 20 s 17              | 3      |
| 7    | Luxolo Adams    | 20 s 65              | 2      |
| 8    | Ameer Webb      | 20 s 77              | 1      |

| Rang | Athlète            | Temps                  | Points |
| ---- | ------------------ | ---------------------- | ------ |
| 1    | Timothy Cheruiyot  | 3 min 28 s 41 (WL, PB) | 8      |
| 2    | Elijah Manangoi    | 3 min 29 s 64          | 7      |
| 3    | Filip Ingebrigtsen | 3 min 30 s 01 (NR)     | 6      |
| 4    | Jakob Ingebrigtsen | 3 min 31 s 18 (EJR)    | 5      |
| 5    | Ayanleh Souleiman  | 3 min 31 s 19          | 4      |
| 6    | Brahim Kaazouzi    | 3 min 31 s 62 (PB)     | 3      |
| 7    | Matthew Centrowitz | 3 min 31 s 77          | 2      |
| 8    | Aman Wote          | 3 min 31 s 90          | 1      |

| Rang | Athlète                 | Temps   | Points |
| ---- | ----------------------- | ------- | ------ |
| 1    | Sergueï Choubenkov      | 13 s 07 | 8      |
| 2    | Orlando Ortega          | 13 s 18 | 7      |
| 3    | Pascal Martinot-Lagarde | 13 s 20 | 6      |
| 4    | Hansle Parchment        | 13 s 21 | 5      |
| 5    | Devon Allen             | 13 s 38 | 4      |
| 6    | Balázs Baji             | 13 s 38 | 3      |
| 7    | Aries Merritt           | 13 s 49 | 2      |
| 8    | Kevin Mayer             | 13 s 82 | 1      |

| Rang | Athlète             | Temps                  | Points |
| ---- | ------------------- | ---------------------- | ------ |
| 1    | Soufiane el-Bakkali | 7 min 58 s 15 (WL, PB) | 8      |
| 2    | Evan Jager          | 8 min 1 s 02           | 7      |
| 3    | Conseslus Kipruto   | 8 min 9 s 78           | 6      |
| 4    | Benjamin Kigen      | 8 min 9 s 98           | 5      |
| 5    | Hillary Bor         | 8 min 14 s 21          | 4      |
| 6    | Abraham Kibiwott    | 8 min 17 s 40          | 3      |
| 7    | Kennedy Njiru       | 8 min 18 s 04 (PB)     | 2      |
| 8    | Ibrahim Ezzaydouny  | 8 min 20 s 22          | 1      |

| Rang | Athlète           | Temps               | Points |
| ---- | ----------------- | ------------------- | ------ |
| 1    | Danil Lysenko     | 2,40 m (WL, MR, PB) | 8      |
| 2    | Wang Yu           | 2,30 m              | 7      |
| 3    | Majd Eddin Ghazal | 2,27 m              | 6      |
| 4    | Naoto Tobe        | 2,27 m              | 5      |
| 5    | Gianmarco Tamberi | 2,27 m              | 4      |
| 5    | Donald Thomas     | 2,27 m              | 4      |
| 7    | Michael Mason     | 2,27 m              | 2      |
| 8    | Bryan McBride     | 2,24 m              | 1      |

| Rang | Athlète              | Marque              | Points |
| ---- | -------------------- | ------------------- | ------ |
| 1    | Christian Taylor     | 17,86 m (+ 2,1 m/s) | 8      |
| 2    | Pedro Pablo Pichardo | 17,67 m (+ 2,4 m/s) | 7      |
| 3    | Omar Craddock        | 17,37 m             | 6      |
| 4    | Chris Benard         | 17,26 m             | 5      |
| 5    | Donald Scott         | 17,02 m             | 4      |
| 6    | Jean-Marc Pontvianne | 16,71 m             | 3      |
| 7    | Harold Correa        | 16,46 m             | 2      |
| 8    | Nelson Évora         | 16,24 m             | 1      |

| \| Rang \| Athlète \| Marque \| Points \| \| ---- \| -------------- \| ------- \| ------ \| \| 1 \| Ryan Crouser \| 22,05 m \| 8 \| \| 2 \| Darrell Hill \| 21,72 m \| 7 \| \| 3 \| Darlan Romani \| 21,70 m \| 6 \| \| 4 \| Michał Haratyk \| 21,59 m \| 5 \| \| 5 \| Tomas Walsh \| 21,49 m \| 4 \| \| 6 \| David Storl \| 21,41 m \| 3 \| \| 7 \| Tomáš Staněk \| 21,24 m \| 2 \| \| 8 \| Curtis Jensen \| 20,57 m \| 1 \| |                |         |        |
| Rang | Athlète        | Marque  | Points |
| 1 | Ryan Crouser   | 22,05 m | 8      |
| 2 | Darrell Hill   | 21,72 m | 7      |
| 3 | Darlan Romani  | 21,70 m | 6      |
| 4 | Michał Haratyk | 21,59 m | 5      |
| 5 | Tomas Walsh    | 21,49 m | 4      |
| 6 | David Storl    | 21,41 m | 3      |
| 7 | Tomáš Staněk   | 21,24 m | 2      |
| 8 | Curtis Jensen  | 20,57 m | 1      |

### Femmes
| Rang | Athlète                        | Temps   | Points |
| ---- | ------------------------------ | ------- | ------ |
| 1    | Marie-Josée Ta Lou             | 10 s 89 | 8      |
| 2    | Murielle Ahouré                | 11 s 01 | 7      |
| 3    | Elaine Thompson                | 11 s 02 | 6      |
| 4    | Jenna Prandini                 | 11 s 09 | 5      |
| 5    | Dafne Schippers                | 11 s 12 | 4      |
| 6    | Mujinga Kambundji              | 11 s 15 | 3      |
| 7    | Carina Horn                    | 11 s 21 | 2      |
| 8    | Blessing Okagbare-Ighoteguonor | 11 s 32 | 1      |

| Rang | Athlète             | Temps                     | Points |
| ---- | ------------------- | ------------------------- | ------ |
| 1    | Shaunae Miller-Uibo | 48 s 97 (WL, DLR, MR, NR) | 8      |
| 2    | Salwa Eid Naser     | 49 s 08 (AR)              | 7      |
| 3    | Shakima Wimbley     | 50 s 85                   | 6      |
| 4    | Phyllis Francis     | 51 s 05                   | 5      |
| 5    | Anita Horvat        | 51 s 22 (NR)              | 4      |
| 6    | Libania Grenot      | 51 s 56                   | 3      |
| 7    | Jessica Beard       | 51 s 58                   | 2      |
| 8    | Floria Gueï         | 51 s 66                   | 1      |

| Rang | Athlète            | Temps              | Points |
| ---- | ------------------ | ------------------ | ------ |
| 1    | Caster Semenya     | 1 min 54 s 60 (MR) | 8      |
| 2    | Francine Niyonsaba | 1 min 55 s 96      | 7      |
| 3    | Natoya Goule       | 1 min 56 s 15 (NR) | 6      |
| 4    | Ajee Wilson        | 1 min 56 s 45      | 5      |
| 5    | Habitam Alemu      | 1 min 56 s 71 (NR) | 4      |
| 6    | Rababe Arafi       | 1 min 57 s 47 (PB) | 3      |
| 7    | Raevyn Rogers      | 1 min 57 s 69 (PB) | 2      |
| 8    | Charlene Lipsey    | 1 min 58 s 42      | 1      |

| Rang | Athlète              | Marque             | Points |
| ---- | -------------------- | ------------------ | ------ |
| 1    | Beatrice Chepkoech   | 8 min 44 s 32 (WR) | 8      |
| 2    | Courtney Frerichs    | 9 min 0 s 85 (AR)  | 7      |
| 3    | Hyvin Kiyeng         | 9 min 4 s 41       | 6      |
| 4    | Emma Coburn          | 9 min 5 s 06       | 5      |
| 5    | Norah Jeruto         | 9 min 7 s 20       | 4      |
| 6    | Peruth Chemutai      | 9 min 7 s 94 (NR)  | 3      |
| 7    | Roseline Chepngetich | 9 min 8 s 23 (PB)  | 2      |
| 8    | Daisy Jepkemei       | 9 min 10 s 71 (PB) | 1      |

| Rang | Athlète               | Marque       | Points |
| ---- | --------------------- | ------------ | ------ |
| 1    | Anzhelika Sidorova    | 4,85 m (=PB) | 8      |
| 2    | Yarisley Silva        | 4,80 m       | 7      |
| 2    | Katerina Stefanidi    | 4,80 m       | 7      |
| 4    | Sandi Morris          | 4,80 m       | 5      |
| 5    | Katie Nageotte        | 4,75 m (PB)  | 4      |
| 5    | Jennifer Suhr         | 4,75 m       | 4      |
| 7    | Eliza McCartney       | 4,75 m       | 2      |
| 8    | Ninon Guillon-Romarin | 4,75 m (NR)  | 1      |

| Rang | Athlète             | Marque  | Points |
| ---- | ------------------- | ------- | ------ |
| 1    | Gong Lijiao         | 20,31 m | 8      |
| 2    | Raven Saunders      | 19,67 m | 7      |
| 3    | Christina Schwanitz | 19,51 m | 6      |
| 4    | Valerie Adams       | 19,31 m | 5      |
| 5    | Maggie Ewen         | 18,62 m | 4      |
| 6    | Paulina Guba        | 18,54 m | 3      |
| 7    | Michelle Carter     | 18,04 m | 2      |
| 8    | Danniel Thomas-Dodd | 17,74 m | 1      |

## Légende
Records et Performances
- AR : Record continental (area record)
- CR : Record des championnats (championship record)
- MR : Record du meeting (meet record)
- NR : Record national (national record)
- OR : Record olympique (olympic record)
- PR : Record paralympique (paralympic record)
- PB : Record personnel (personal best)
- SB : Meilleure performance personnelle de la saison (season's best)
- WL : Meilleure performance mondiale de l'année (world leader)
- WJR : Record du monde junior (world junior record)
- WR : Record du monde (world record)

Circonstances et Conditions
- DNF : N'a pas terminé (did not finish)
- DNS : N'a pas pris le départ (did not start)
- DQ : Disqualification (disqualification)
- NM : Aucun essai valable enregistré (No Mark)
- Q : Qualifié « directement » au prochain tour (ou à la prochaine compétition), lors d'une compétition majeure, grâce au classement ou à la réalisation des minima (automatic qualifier)
- q : Qualifié au prochain tour (ou à la prochaine compétition), lors d'une compétition majeure, grâce au repêchage ou à la réalisation de l'une des meilleures performances parmi celles des « non qualifiés directement » (grâce au meilleur temps ou à la meilleure distance par exemple) (secondary qualifier)